# قطعنامه ۱۴۱۱ شورای امنیت
قطعنامه ۱۴۱۱ شورای امنیت سازمان ملل متحد که در تاریخ ۱۷ مه ۲۰۰۲ تصویب شد، سندی بین‌المللی دربارهٔ دادگاه جنایی بین‌المللی برای رواندا و یوگسلاوی سابق است. این قطعنامه طی نشست ۴۵۳۵ام با ۱۵ رای موافق، ۰ مخالف و ۰ ممتنع تصویب شد.